# Nürnberger Menschenrechtszentrum
Das Nürnberger Menschenrechtszentrum e.V. (NMRZ) ist ein unabhängiger, gemeinnütziger Verein, der von der ehrenamtlichen Arbeit der aktiven Vereinsmitglieder getragen wird. In Nürnberg und von Nürnberg ausgehend setzt sich das NMRZ auf lokaler, nationaler und internationaler Ebene für die Menschenrechte ein. Der Verein hat seinen Sitz in Nürnberg. 

## Geschichte
Am 29. Januar 1990  wurde das Dokumentations- und Informationszentrum Menschenrechte in Lateinamerika e.V. (DIML) gegründet. Arbeitsschwerpunkte des DIML waren zunächst die Dokumentation von Menschenrechtsverletzungen und die Information über Menschenrechtsbewegungen in Lateinamerika, der Austausch mit anderen Menschenrechtsgruppen, die wissenschaftliche Erforschung von Menschenrechtsfragen sowie die Menschenrechtsbildung.
Am 13. November 1995 wurde das DIML in „Nürnberger Menschenrechtszentrum e.V.“ (NMRZ) umbenannt. Im Zuge dessen erweiterte das NMRZ seine Schwerpunkte auf weitere Themen. Dazu zählten unter anderem Fragen der internationalen Strafgerichtsbarkeit, Vergangenheitspolitik, Geschichte der Menschenrechte, Nicht-Diskriminierung, sowie wirtschaftliche, soziale und kulturelle Menschenrechte. Der regionale Fokus des Zentrums weitete sich von Lateinamerika auch auf andere Weltregionen aus.
Das NMRZ verfügt über eine umfangreiche Bibliothek mit einem Zeitschriftenkatalog, mit thematischem Schwerpunkt Lateinamerika.

## Vereinsstruktur
Der gemeinnützige Verein wird getragen von Mitglieder aus verschiedenen Altersgruppen. Das NMRZ wird von einem fünfköpfigen Vorstand geleitet, gegenwärtig bestehend aus dem 1. Vorsitzenden Michael Krennerich, der 2. Vorsitzenden Michaela Lissowsky, dem Schatzmeister Götz Schwanhäußer, dem 3. Vorsitzenden Rainer Huhle und der Schriftführerin Alice Speck. Unterstützt wird der Vorstand durch eine Büroleitung. Hinzu kommen engagierte Praktikanten und Rechtsreferendare aus dem In- und Ausland, die in die Arbeit des NMRZ eingebunden werden. Das NMRZ finanziert sich über Mitgliedsbeiträge, Spenden, projektbezogene Gelder und städtische Zuschüsse.

## Aktivitäten
Der Verein ist in verschiedenen Themen- und Handlungsfeldern aktiv. Als Anlaufstelle für menschenrechtliche Fragen informiert es über Menschenrechte, beispielsweise auf seiner Website in deutscher, englischer und spanischer Sprache. Bildungsmaterialien zu einzelnen Menschenrechtsthemen stehen dort zum Download bereit. Das NMRZ legt regelmäßig Publikationen zu Menschenrechten vor und ist Redaktionssitz der „Zeitschrift für Menschenrechte“ (zfmr).  Mitarbeiter des NMRZ verfassen Zeitschriften- und Buchbeiträge und halten im In- und Ausland Vorträge zu Menschenrechten. Das NMRZ war ferner der Sitz der „Koalition gegen Straflosigkeit“, die im Auftrag deutschstämmiger Opfer Prozesse in Nürnberg gegen Mitglieder der argentinischen Diktatur vorantrieb. 
Darüber hinaus ist der Verein aktiver Kooperationspartner bei Menschenrechtsveranstaltungen in Nürnberg, etwa im Rahmen des Deutschen Menschenrechts-Filmpreises oder bei Begleitveranstaltungen zum Internationalen Nürnberger Menschenrechtspreis. In den vergangenen Jahren war das NMRZ Mitveranstalter verschiedener internationaler Menschenrechtskonferenzen in Nürnberg.
Ein weiterer Schwerpunkt ist die Menschenrechtsbildung. Das Bildungsteam bietet Studientage und Themengespräche im „Dokumentationszentrum Reichsparteitagsgelände“ und im „Memorium Nürnberger Prozesse“ an, führt durch die „Straße der Menschenrechte“ und hat ein Anti-Diskriminierungs-Projekt entwickelt („Diskriminierung trifft uns alle!“), das sich an Schulklassen, Auszubildende und andere Gruppen richtet. Sowohl in Nürnberg als auch außerhalb führen Mitarbeiter des NMRZ Workshops zu verschiedenen Menschenrechtsbereichen durch.
Des Weiteren berät der Verein zu allgemeinen Fragen der Menschenrechte und der Menschenrechtspolitik und nimmt Stellung. Mitglieder des NMRZ fungieren als Sachverständige im Bundestag, als Gesprächspartner in Ministerien sowie als Mitglieder von lokalen, nationalen und internationalen Menschenrechtsgremien in Nürnberg, Berlin und Genf. Das NMRZ ist eine aktive Kraft im „Forum Menschenrechte“, dem bundesweiten Netzwerk deutscher Menschenrechtsorganisationen sowie auf lokaler Ebene im Runden Tisch Menschenrechte in Nürnberg. Das NMRZ war zudem aktiv am Aufbau des Deutschen Instituts für Menschenrechte beteiligt. 